# Marja-Liisa Kirvesniemi
Marja-Liisa Kirvesniemi (născută Hämäläinen; n. 10 septembrie 1955, Simpele⁠(d), Kymen lääni⁠(d), Finlanda) este o schioară de fond finlandeză, medaliată olimpică. A participat la 6 ediții ale Jocurilor Olimpice (1976, 1980, 1984, 1988, 1992, 1994) în care a câștigat 3 medalii de aur și o medalie de bronz.